# Грязьові вулкани в комуні Берка
Грязьові вулкани в комуні Берка (рум. Vulcanii Noroioşi de la Pâclele Mici) — постійно діючі грязьові вулкани в Румунії в комуні Берка Бузеуського повіту, у передгір'ях Східних Карпат. Виверження почалося у 1924 році.

## Інтернет-ресурси
- Environmental Hazards and Mud Volcanoes in Romania [Архівовано 21 лютого 2018 у Wayback Machine.]
- 360° panoramic images from the Muddy Volcanoes [Архівовано 23 квітня 2019 у Wayback Machine.]
- Itinerary and map the Muddy Volcanoes [Архівовано 2 травня 2019 у Wayback Machine.]
- Etiope et al. Gas flux to the atmosphere from mud volcanoes in eastern Romania
- Beautiful Mud Volcanoes: Photography - https://www.amazon.com/Beautiful-Mud-Volcanoes-Photography-Places/dp/154490911X [Архівовано 23 квітня 2019 у Wayback Machine.]